# Jan Gunnarsson (konstnär)
Jan Gunnarsson, född 1943 i Halland, är en svensk målare och tecknare.
Gunnarsson tecknade och målade redan i ungdomsåren och debuterade med en separat konstutställning 1976. Något år senare blev han konstnär på heltid. Han har medverkat i utställningar i Nässjö kulturnämndens regi och på Galleri Brantåsen i Tallberg, Galleri Mirama i Ljungby och på Galleri 21 Halmstad samt i ett större antal samlingsutställningar. Hans konst består av motiv hämtade från det småländska landskapet. 